# Ірнсюм
Ірнсюм (нід. Irnsum, фриз. Jirnsum) — село в нідерландській провінції Фрисландія. Входить до муніципалітету Леуварден.
Його площа становить 10,11км², а населення станом на 2021 рік складало 1 360 осіб.

## Галерея

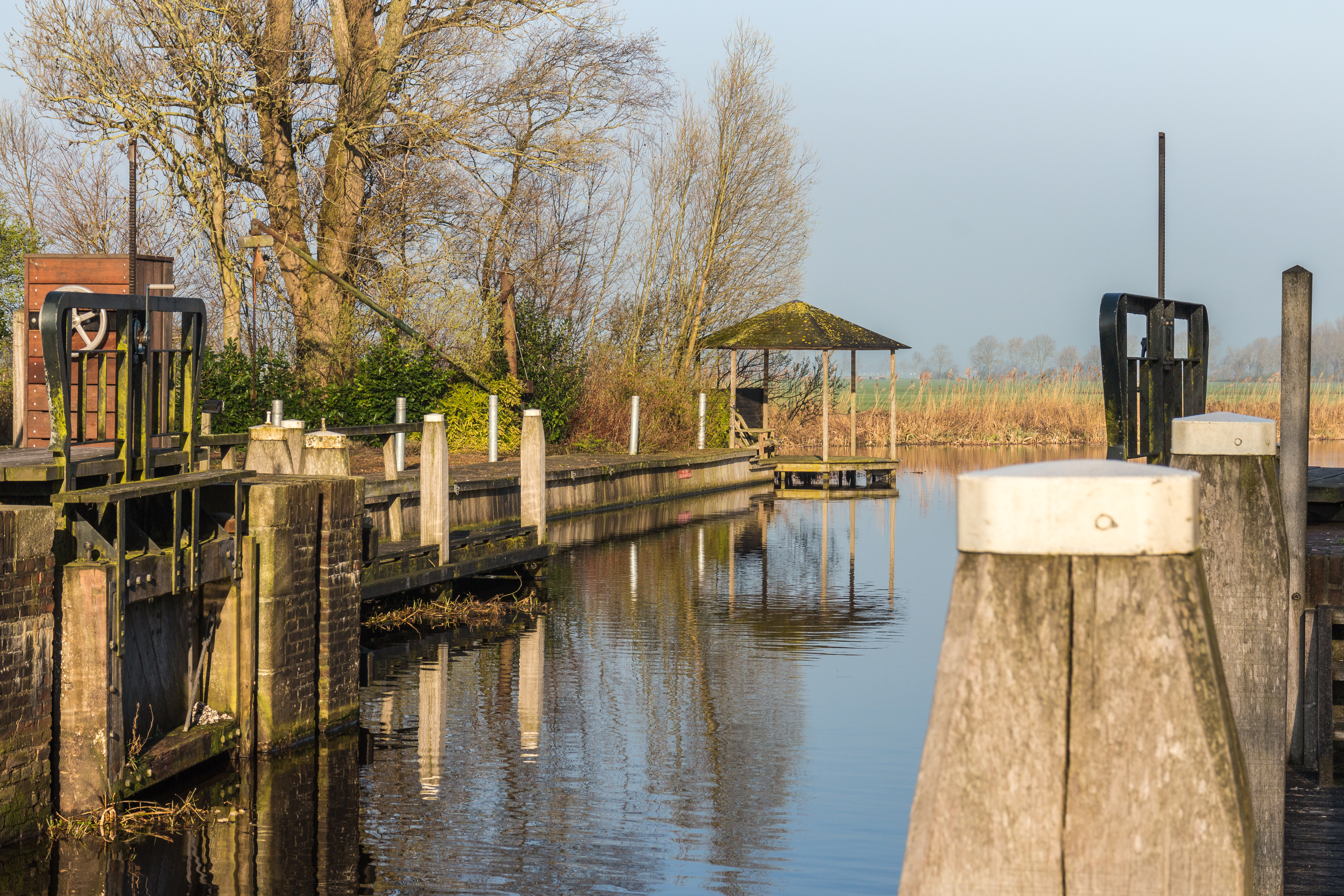
Шлюз на річці Ділле
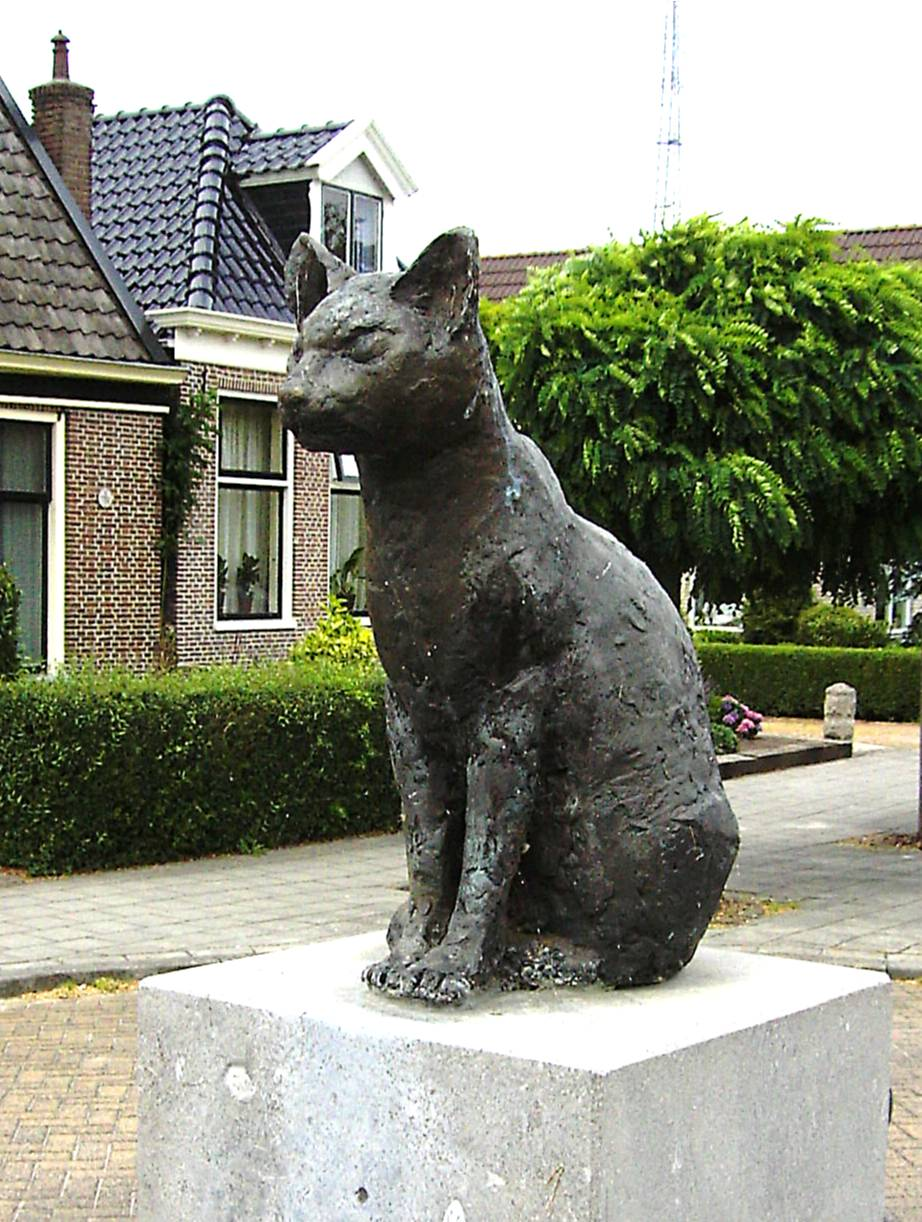
Статуя кота
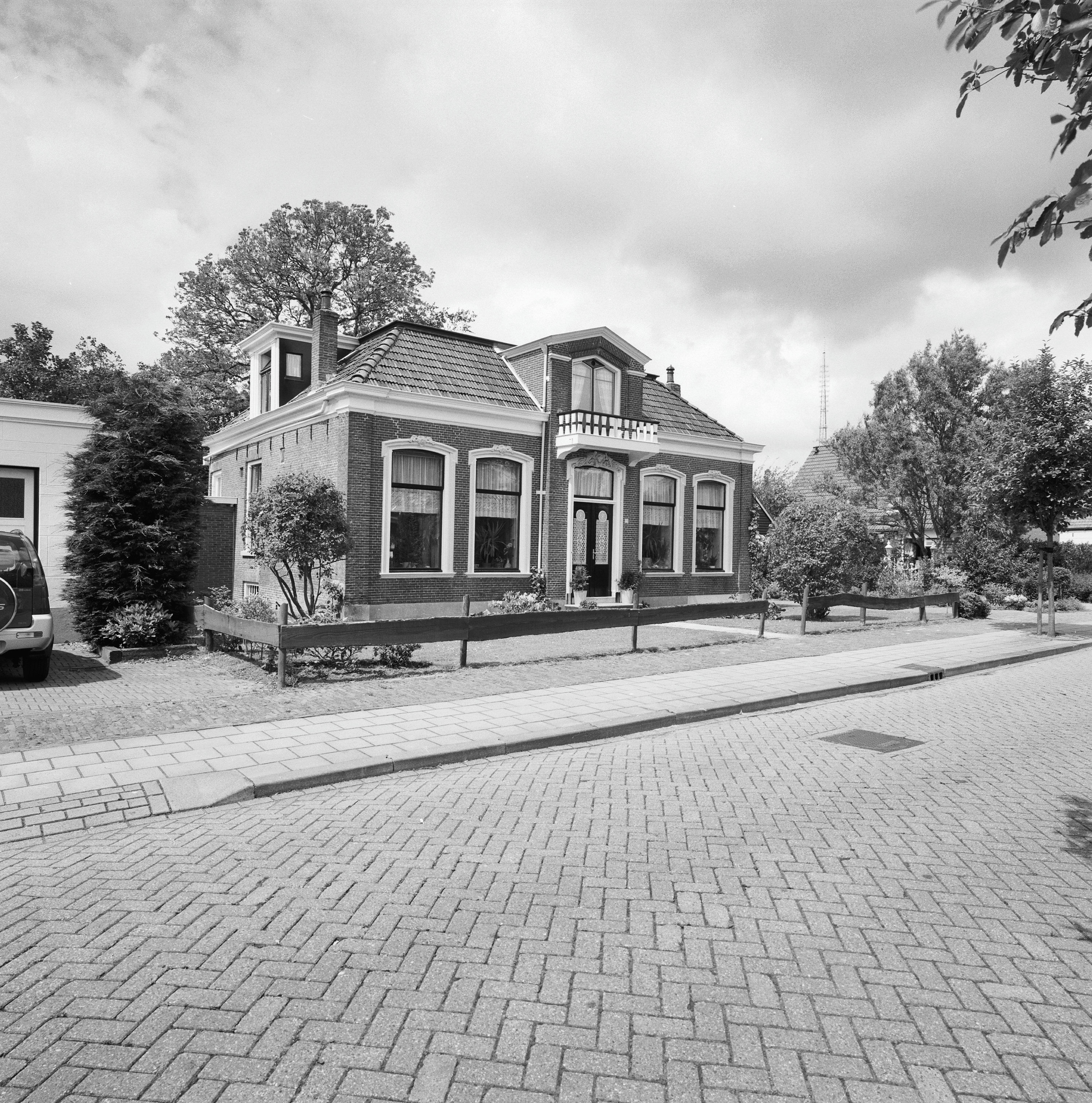
Сільський будинок
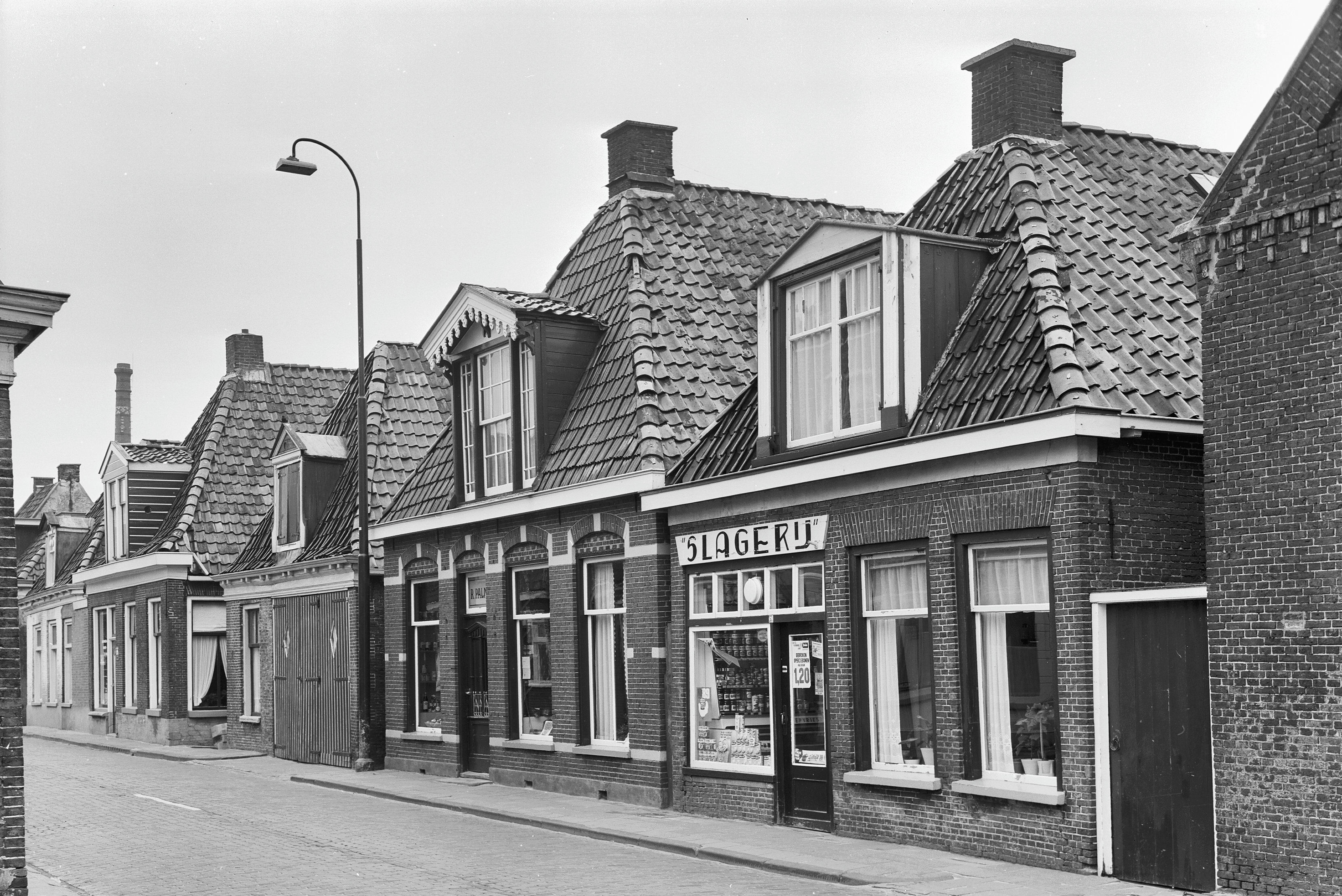
Вулиця Ірнсюма (1968)